# Dalbosec

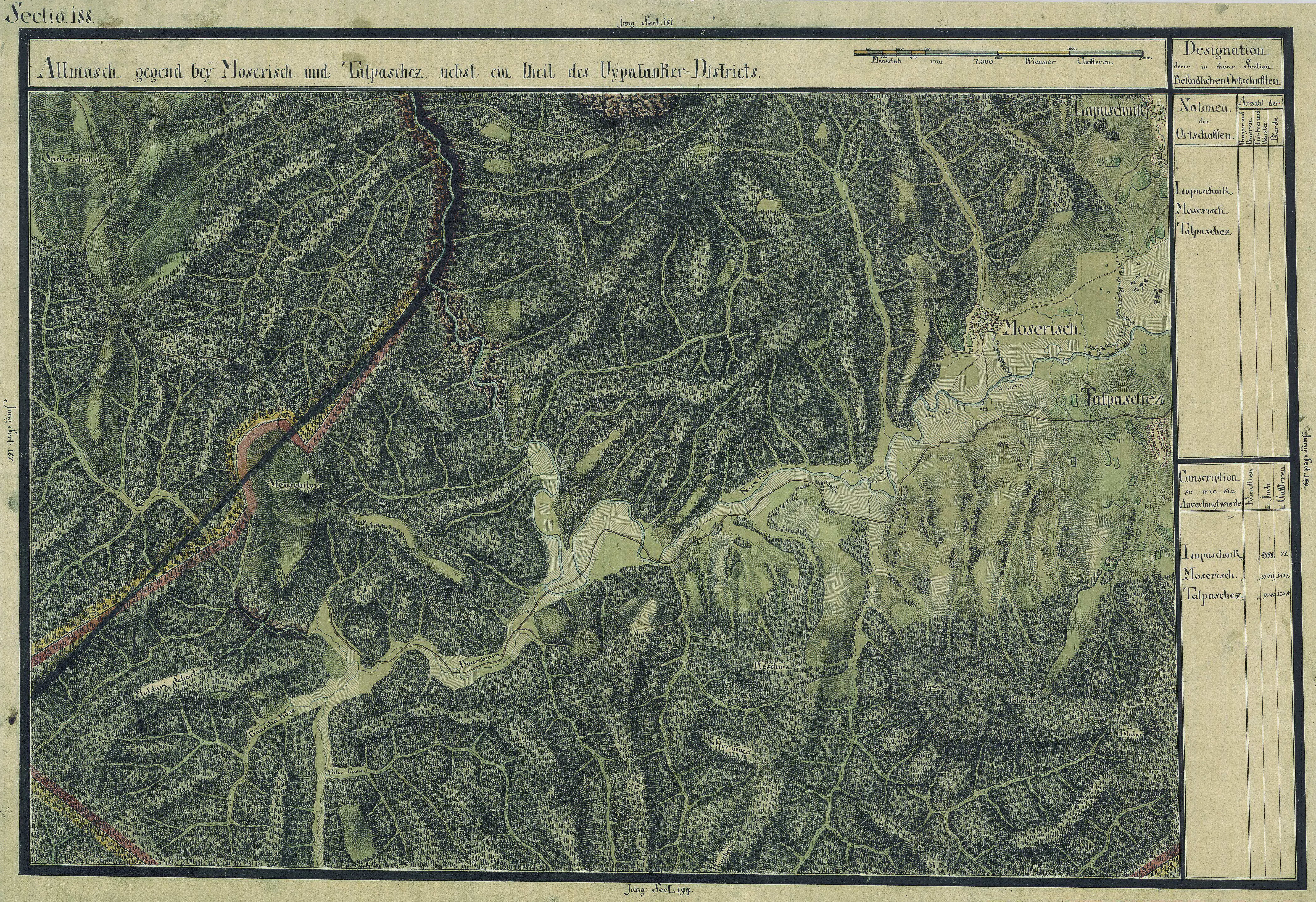
Dalbosec környéke 1769–72-ben

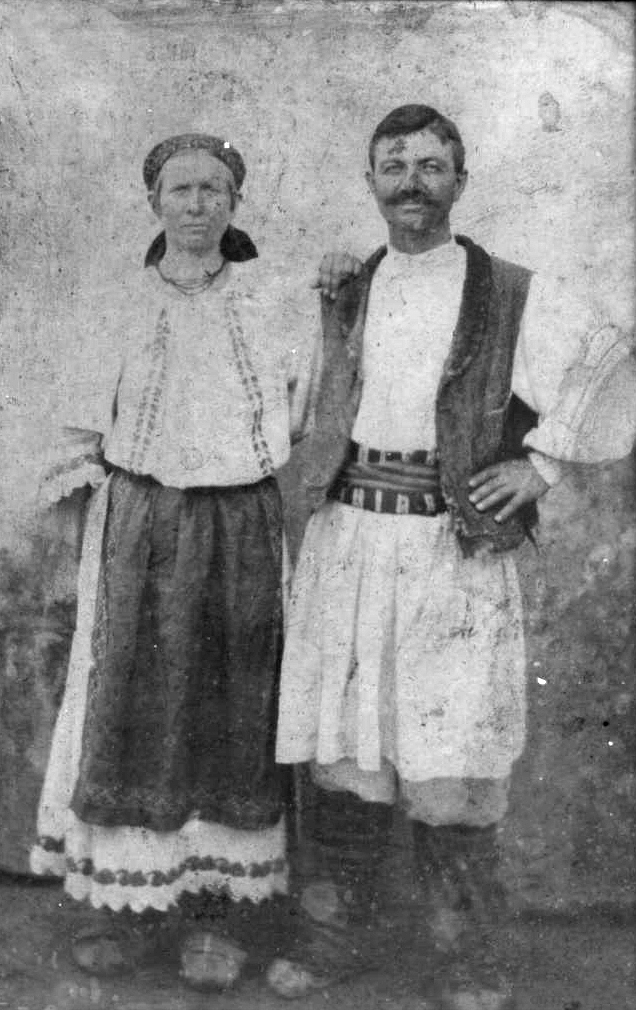
Dalboseci viselet 1900-ban

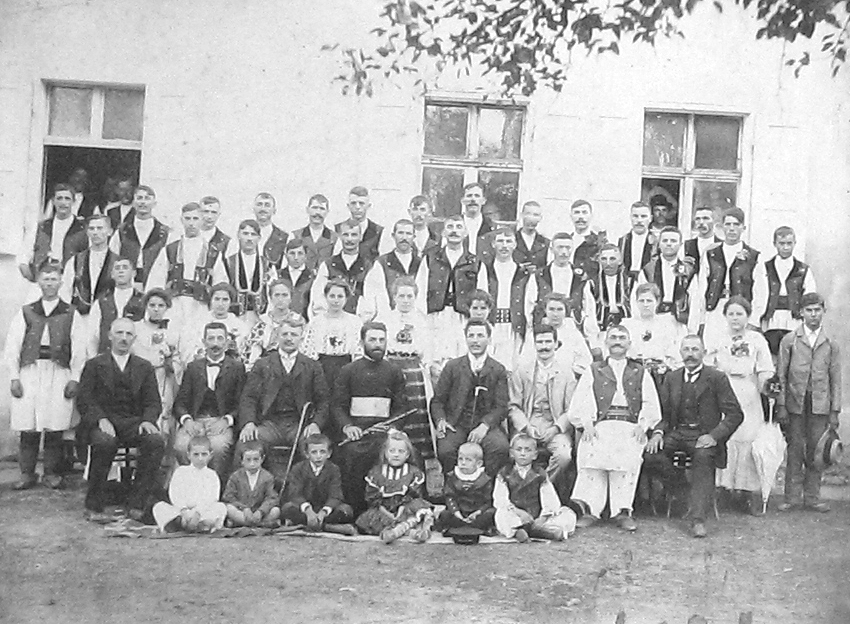
A helyi kórus 1902-ben

Dalbosec, 1912 és 1918 között Dalbosfalva (románul: Dalboșeț) falu Romániában, a Bánságban, Krassó-Szörény megyében.

## Nevének eredete
Nevét először 1603-ban Delboczecz, majd 1607-ben Delbocziecz, 1690–1700-ban Dalbocsecz, 1769–72-ben Talpaschez, 1774-ben Talposac, 1808-ban Dalbosecz, 1829-ben Talposits és Talpasicz, 1840-ben Dalbohez alakban írták. A Dalbosfalva nevet a helységnévrendezés során a főszolgabíró javasolta.

## Földrajz
A Néra teraszán és a falu patakja által alkotott hordalékkúpon fekszik, északról a Dealul Mare, nyugaton az Osoina domb, délen az Almás-hegység határolja. 1784 utánig valószínűleg a mai Săliște dűlőben állt. Távolsága Resicabányától 80, Oravicabányától 97, Temesvártól 175 kilométer. A község területe 86,22 km². Legmagasabb pontja a 899 méter magas Blidaru, legalacsonyabb pontja 210 méter, átlagosan 600 méterrel a tengerszint felett fekszik. Kristályos kőzet alapon hordalékos formációk alkotják.

## Népesség

### A népességszám változása
1718-ban tizenöt, 1749-ben 52 házból (a két időpont között telepítették le a szállások népességét a faluba), 1807-ben 130 boronaházból és tisztiházakból állt. Népessége 1910-ig növekedett (akkor 2408-an lakták), azóta csökken, máig kevesebb mint felére. A fogyás fő oka a 20. század első felében a földbirtokok elaprózódása miatti születéskorlátozás volt, a második felében pedig a városokba vándorlás.

### Etnikai és vallási megoszlás
- 1858-ban 1702 lakosából 1402 volt román, 214 cigány és 26 cseh nemzetiségű.
- 2002-ben 1000 lakosából 982 volt román nemzetiségű; 965 ortodox és 30 baptista.

## Története
1603-ban a szerb Vajda család bírta. Rákóczi Zsigmond 1607-ben Lódi Simonnak és feleségének, Boronkai Zsuzsannának adományozta. Egy helyi hagyomány szerint a Habsburg hódítás előtt csupán a Budu (a későbbi Budescu), a Carebani (vagy Careba) és a Mariu (vagy Marin?) családok lakták. Egy másik helyi hagyomány viszont arról tud, hogy a 17. században Timok vidéki „vlachok” települtek be, a későbbi Baba, Sârbu, Dolângă és Șaicu család ősei. A hegyi szállások népét a hatóságok 1749 előtt a faluba telepítették. A szállások ezután főként időszakos, nyári lakóhelyül szolgáltak. 1775-ben a Határőrvidék egyik századának székhelyévé tették. Kaszárnya és öt tiszti ház, iroda és egy hétszobás fogadó épült benne. Az 1788-as osztrák–török háború idején Juszuf pasa ideiglenesen megszállta az Almás vidékét. A határőrség idején előbb olténiai aranymosó cigányok telepedtek meg a faluban, majd 1836-ban a megszüntetett Schönthal faluból négy cseh család, illetve ugyanebben az időben tiroli németek. Határőr lakói részt vettek többek között az arcolei és a lipcsei csatában és az 1866-os porosz–osztrák–olasz háborúban. A katonaköteles korú férfiakat 1848. április 13-án behajózták és hajón Goriziába vitték. Részt vettek az itáliai hadjáratban és csak 1851-ben tértek vissza Orsovára. A védelem nélkül maradt környékbeli falvakat 1848 augusztusában egy szerb határőregység dézsmálta, majd a lakók 1849 májusában Bem serege elől menekültek a nyári szállásokra. A Határőrvidék felszámolása után előbb 1873-ban Szörény, majd 1881-ben a bozovicsi járással együtt Krassó-Szörény vármegyéhez, 1925-ben pedig Krassó megyéhez csatolták. 1883-ban öt dalboseci család Dobrudzsába költözött. 1900-ban Constantin Burdea létesített benne szeszgyárat, aki a magyar kormánytól szabadalmat kapott a gyümölcspálinka-főzésre az Almás vidékén. A helyi tanító, a pap és a jegyző 1902-ben olvasó- és daloskört szerveztek. A Néra 1910 júniusi áradásában tizen megfulladtak. 1939–42-ben tejgyár működött benne. 1944. szeptember 17-én a német hadsereg tankjai Prigor felől támadták, de a Prigori-szoros bejáratánál szovjet és román tüzérség állította meg őket. Tíz napnyi kemény küzdelem után a németek Bozovics felé vonultak vissza. 1956-ban kiváltak belőle korábbi szállásai, Bârz, Boina és Boinița, valamint Kisresica és Prislop.

## Látnivalók
- Ortodox temploma 1825–28-ban, barokk stílusban épült, 1894-ig zsindely fedte. Belső festése és ikonosztáza Bartolomeo Delliomini munkája 1908–09-ből, melyekről ittjártakor Nicolae Iorga is elismeréssel nyilatkozott.
- Falumúzeum.
- Volt határőrkaszárnya. Eredeti formájában 1774 után épült kilenc szobával, két konyhával, két pincével és parkkal. Ma körzeti orvosi rendelő és információs központ működik benne.

## Gazdaság
Hagyományosan főként juhtenyésztő és gyümölcstermesztő falu. 1774-ben nyolcszáz, 1938-ban 2397 juhot írtak össze benne. A juhokat családonként vagy társulásokban legeltették a faluhoz tartozó hegyeken. Az itt készített szilva- és almalekvárt és szilvapálinkát a 19. század második felében budapesti és bécsi nagykereskedők vásárolták föl. A Néra lapályán gabonát is termesztettek, a gabona vetésterülete itt volt a legjelentősebb az almási falvak közül. 1874-ben huszonkét vízimalom őrölt területén. Határának a 2000-es években 32%-a volt erdő, 30%-a erdős legelő, 15%-a szántó, 10%-a rét és 4%-a legelő.
A Hanicska fivérek 1908-ban üveggyárat hoztak létre a falu északi részén, német és magyar tőkével. Százötven–kétszáz német és szlovák mestert hoztak a gyárhoz, a segédmunkát pedig helyiekre bízták (ők termelték például a kvarcot és fonták a fűzfavesszőt a demizsonokhoz). A gyár lámpaüveget, lámpásokat, poharakat, tálakat, kancsókat, tányérokat és demizsonokat állított elő. Ötven–hatvan fuvaros szállította rendszeresen az Ausztriából érkezett nyersanyagot a jablanicai állomásról és hordta szét a készárut a környék piacaira. A részvények többségét 1921-ben Wiedell lugosi bankár vette meg. Miután azonban a medgyesi üveggyár lerakatot nyitott Bozovicson, az üzem 1927-ben csődbe ment.
A Néra 1910-es áradásáig gépi erővel is mostak homokjából aranyat. Az első világháborúig egy bánya is létezett a falu külterületén, amelyből lignitet és kátrányt termeltek ki.

## Híres emberek
- Itt született 1939-ben Ion Budescu költő.